# 河北屯镇
河北屯镇，是中华人民共和国天津市武清区下辖的一个乡镇级行政单位。

## 行政区划
河北屯镇下辖以下地区：
河北屯村、石薄庄村、冯庄村、肖赶庄村、三里屯村、小黄庄村、北李各庄村、九池元村、小杨庄村、康辛庄村、武洞上村、西洞上村、后洞上村、北李辛庄村、王马街村、刘家街村、杨家街村、南口哨村、北口哨村、塔元村、东苏庄村、东楼村、西楼村、甄马庄村、前韩口村、桐高村、亢家庄村、艾家庄村、北张辛庄村、李大人村和杨家场村。